# Region Puno
Region Puno – jest jednym z 25 regionów w Peru. Stolicą jest położone nad jeziorem Titicaca miasto Puno, zaś największym miastem - Juliaca. Region graniczy z Boliwią.
Na obszarze regionu znajduje się zachodnia część jeziora Titicaca, najwyżej położonego żeglownego jeziora świata. Ponad 70% obszaru regionu zajmuje Altiplano.

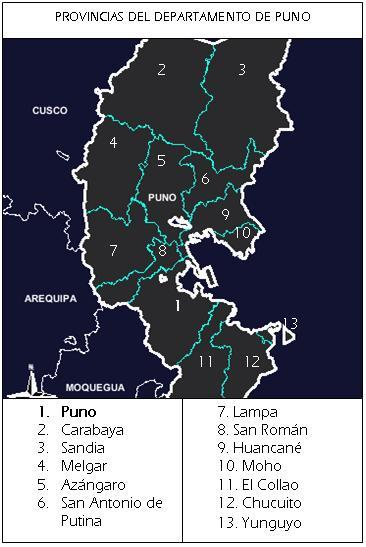
Prowincje regionu Puno

## Podział administracyjny regionu
Region Puno podzielony jest na 13 prowincji, które obejmują 109 dystrykty.
| Prowincja             | Stolica prowincji | Liczba dystryktów | UBIGEO |
| --------------------- | ----------------- | ----------------- | ------ |
| Puno                  | Puno              | 15                | 2101   |
| Azángaro              | Azángaro          | 15                | 2102   |
| Carabaya              | Macusani          | 10                | 2103   |
| Chucuito              | Juli              | 7                 | 2104   |
| El Collao             | Ilave             | 5                 | 2105   |
| Huancané              | Huancané          | 8                 | 2106   |
| Lampa                 | Lampa             | 10                | 2107   |
| Melgar                | Ayaviri           | 9                 | 2108   |
| Moho                  | Moho              | 4                 | 2109   |
| San Antonio de Putina | Putina            | 5                 | 2110   |
| San Román             | Juliaca           | 4                 | 2111   |
| Sandia                | Sandia            | 10                | 2112   |
| Yunguyo               | Yunguyo           | 7                 | 2113   |